# Herb emiratu Fudżajra
Herb emiratu Fudżajra – wchodzącego w skład Zjednoczonych Emiratów Arabskich  przedstawiał na tarczy typu szwajcarskiego w polu srebrnym dwie skrzyżowane czerwone flagi ze srebrnym arabskim napisem „الفجيرة”.
Pod nimi dwa skrzyżowane karabiny.
Herb był w użyciu od 1969 do 1975 roku.
Obecnie rząd emiratu używa logo.